# Джигеро, Александр Владимирович
Александр Владимирович Джигеро (бел. Аляксандр Уладзіміравіч Джыгера; род. 15 апреля 1996, Маческ, Минская область) — белорусский футболист, полузащитник мозырской «Славии».

## Биография
Воспитанник детской школы минского МТЗ-РИПО, позже попал в структуру борисовского БАТЭ. С 2013 года начал выступать за дубль, также в 2014 году выступал за борисовский клуб в юношеской лиге УЕФА.
С 2015 года начал привлекаться в основную команду. 4 апреля 2015 года дебютировал в основе БАТЭ в матче Кубка Беларуси против гродненского «Немана» (2:1), выйдя на замену в конце встречи. 18 июня того же года дебютировал в высшей лиге, выйдя на замену в матче против «Витебска» (4:0). В августе 2015 года был отдан в аренду перволиговой «Звезде-БГУ», где прочно играл в основе.
По окончании сезона 2015 вернулся из аренды в БАТЭ. Предсезонную подготовку в начале 2016 года проходил с основной командой, но сезон начал в дубле борисовчан, иногда привлекался к кубковым матчам. С лета стал появляться в основной команде, выходя на замену. 21 сентября 2016 года вышел в стартовом составе матча 1/8 Кубка Беларуси против «Ислочи», забил 2 гола, чем помог БАТЭ одержать победу со счетом 4:2.
В первой половине сезона 2017 сыграл в 8 матчах чемпионата, зачастую выходя на замену в конце игры. В июле 2017 года был отдан в аренду могилёвскому «Днепру». В первом же матче за новый клуб забил гол в ворота минского «Динамо» (1:0), чем помог могилевчанам выйти в четвертьфинал Кубка Беларуси. В составе «Днепра» был основным атакующим полузащитником, однако в конце сезона потерял место в стартовом составе и стал выходить на замену.
В январе 2018 года, вернувшись из аренды, стал тренироваться с БАТЭ. В феврале присоединился к минскому «Лучу» на правах аренды. В первой половине сезона нередко попадал в стартовый состав, с июля практически перестал появляться на поле. В январе 2019 года по окончании аренды покинул «Луч». Вскоре борисовский клуб объявил о расставании с Джигеро по истечении срока контракта.
В феврале 2019 года подписал контракт с клубом «Торпедо» (Минск). Был основным полузащитником торпедовцев. 20 июля 2019 года из-за банкротства «Торпедо» перешёл в «Смолевичи», где закрепился в качестве игрока стартового состава. в январе 2020 года продлил контракт с клубом. В сезоне 2020 оставался основным игроком команды. В декабре по окончании контракта покинул «Смолевичи».
В январе 2021 года подписал контракт с гродненским «Неманом».
В январе 2022 года перешел в столичный белорусский клуб «Минск». Дебютировал за клуб 18 марта 2022 года в матче 1 тура Высшей Лиги против минского «Динамо». В декабре 2022 года покинул клуб по истечении срока действия контракта.
В феврале 2023 года футболист присоединился к казахстанскому клубу «Окжетпес».
В июне 2023 года футболист присоединился к мозырской «Славии».

### Карьера в сборной
В 2013—2014 годах играл за юношескую и юниорскую сборные Беларуси в квалификациях чемпионатов Европы.
7 октября 2016 года дебютировал в молодежной сборной Беларуси, выйдя на замену в конце отборочного матча чемпионата Европы против Словакии.

## Достижения
БАТЭ
- Чемпион Беларуси: 2016
- Обладатель Кубка Беларуси: 2014/15
- Обладатель Суперкубка Беларуси: 2017

## Статистика
| Сезон    | Дивизион | Клуб            | Страна        | Матчи | Голы |
| -------- | -------- | --------------- | ------------- | ----- | ---- |
| 2013     | дубль    | БАТЭ            | Флаг Беларуси | 15    | 2    |
| 2014     | дубль    | БАТЭ            | Флаг Беларуси | 28    | 2    |
| 2015 (1) | Д1       | БАТЭ            | Флаг Беларуси | 1     | 0    |
| 2015 (2) | Д2       | Звезда-БГУ      | Флаг Беларуси | 13    | 2    |
| 2016     | Д1       | БАТЭ            | Флаг Беларуси | 7     | 0    |
| 2017 (1) | Д1       | БАТЭ            | Флаг Беларуси | 8     | 0    |
| 2017 (2) | Д1       | Днепр (Могилёв) | Флаг Беларуси | 13    | 1    |
| 2018     | Д1       | Луч             | Флаг Беларуси | 14    | 2    |
| 2019 (1) | Д1       | Торпедо (Минск) | Флаг Беларуси | 15    | 1    |
| 2019 (2) | Д2       | Смолевичи       | Флаг Беларуси | 14    | 3    |
| 2020     | Д1       | Смолевичи       | Флаг Беларуси | 24    | 5    |